# العلاقات السويسرية المصرية
العلاقات السويسرية المصرية هي العلاقات الثنائية التي تجمع بين سويسرا ومصر.

## مقارنة بين البلدين
هذه مقارنة عامة ومرجعية للدولتين:
| وجه المقارنة                                              | سويسرا                                                                                      | مصر           |
| --------------------------------------------------------- | ------------------------------------------------------------------------------------------- | ------------- |
| المساحة (كم2)                                             | 41.28 ألف                                                                                   | 1.01 مليون    |
| عدد السكان (نسمة)                                         | 8.21 مليون                                                                                  | 94.80 مليون   |
| الكثافة السكانية (ن./كم²)                                 | 198.89                                                                                      | 93.86         |
| العاصمة                                                   | برن                                                                                         | القاهرة       |
| اللغة الرسمية                                             | اللغة الألمانية، اللغة الإيطالية، لغة فرنسية، اللغة الرومانشية، الألمانية السويسرية الموحدة | اللغة العربية |
| العملة                                                    | فرنك سويسري                                                                                 | جنيه مصري     |
| الناتج المحلي الإجمالي (بليون دولار)                      | 678.89 مليار                                                                                | 235.37 مليار  |
| الناتج المحلي الإجمالي (تعادل القوة الشرائية) بليون دولار | 518.07 مليار                                                                                | 998.67 مليار  |
| الناتج المحلي الإجمالي الاسمي للفرد دولار أمريكي          | 80.94 ألف                                                                                   | 3.61 ألف      |
| الناتج المحلي الإجمالي للفرد دولار أمريكي                 | 59.54 ألف                                                                                   |               |
| مؤشر التنمية البشرية                                      | 0.930                                                                                       | 0.690         |
| رمز المكالمات الدولي                                      | +41                                                                                         | +20           |
| رمز الإنترنت                                              | .ch، .swiss ‏                                                                                | .eg، .مصر     |
| المنطقة الزمنية                                           | توقيت وسط أوروبا، ت ع م+01:00، ت ع م+02:00، أوروبا/زيورخ ‏                                   | ت ع م+02:00   |

## منظمات دولية مشتركة
يشترك البلدان في عضوية مجموعة من المنظمات الدولية، منها:
| علم المنظمة | اسم المنظمة                               | تاريخ انضمام سويسرا | تاريخ انضمام مصر |
| ----------- | ----------------------------------------- | ------------------- | ---------------- |
|             | مؤسسة التمويل الدولية                     | 29 مايو 1992        | 20 يوليو 1956    |
|             | يونسكو                                    | 28 يناير 1949       | 22 يناير 1947    |
|             | البنك الإفريقي للتنمية                    | ?                   | 10 سبتمبر 1964   |
|             | الاتحاد الدولي للاتصالات                  | 1866                | 9 ديسمبر 1876    |
|             | الأمم المتحدة                             | 10 سبتمبر 2002      | 24 أكتوبر 1945   |
|             | منظمة الشرطة الجنائية الدولية             | ?                   | 7 سبتمبر 1923    |
|             | البنك الدولي للإنشاء والتعمير             | 29 مايو 1992        | 27 ديسمبر 1945   |
|             | الاتحاد البريدي العالمي                   | ?                   | ?                |
|             | مؤسسة التنمية الدولية                     | 29 مايو 1992        | 26 أكتوبر 1960   |
|             | منظمة التجارة العالمية                    | ?                   | 30 يونيو 1995    |
|             | الفريق المعني برصد الأرض                  | ?                   | فبراير 2005      |
|             | المركز الدولي لتسوية المنازعات الاستشارية | 14 يونيو 1968       | 2 يونيو 1972     |
|             | وكالة ضمان الاستثمار متعدد الأطراف        | 12 أبريل 1988       | 12 أبريل 1988    |

## أعلام
هذه قائمة لبعض الشخصيات التي تربطها علاقات بالبلدين:
- طارق رمضان (مفكر سويسري، 26 أغسطس 1962 – )
- عمرو موسى (سياسي مصري، 3 أكتوبر 1936 – )
- فخر الدين (أمير مصر والسودان، 25 أغسطس 1987 – )
- فوزية بنت فؤاد الثاني (12 فبراير 1982 – )
- كريم حسين (منافِس أوليمبي سويسري، 4 يناير 1989 – )
- محمد علي (أمير، ولي عهد، 5 فبراير 1979 – )
- نسيم جاعون (22 فبراير 1922 – )
- هاني رمضان (داعية سويسري، 2 يونيو 1959 – )

## وصلات خارجية
- موقع وزارة الخارجية السويسرية
- موقع وزارة الخارجية المصرية